# Österreichische Fußballmeisterschaft 1917/18
Die Österreichische Fußballmeisterschaft 1917/18 wurde vom Niederösterreichischen Fußball-Verband ausgerichtet. Teilnahmeberechtigt waren ausschließlich Mannschaften aus Wien und den Wiener Vororten. Vereine aus den Kronländern hatten keine Möglichkeit an der Meisterschaft teilzunehmen. Der Auf- und Abstieg wurde während der Kriegsjahre ausgesetzt.

## Österreichisches Kernland

### Erste Klasse (NFV)

#### Allgemeines
Die Meisterschaft in der 1. Klasse wurde von 10 Mannschaften bestritten, die während des gesamten Spieljahres je zweimal aufeinander trafen. Der Floridsdorfer AC feierte in dieser Saison seinen ersten und einzigen österreichischen Meistertitel. Dahinter wurde die Mannschaft von Rapid Wien zum zweiten Mal in der Vereinsgeschichte der Grün-Weißen Vizemeister. Auf Grund des ausgesetzten Abstiegs schaffte die Mannschaft des ASV Hertha bereits zum dritten Mal in Folge nur aus diesem Grund den Klassenerhalt in der obersten Spielklasse.

#### Abschlusstabelle
| Pl.                                                          | Verein                | Sp. | S  | U | N  | Tore    | Quote | Punkte |
| ------------------------------------------------------------ | --------------------- | --- | -- | - | -- | ------- | ----- | ------ |
| 1.                                                           | Floridsdorfer AC      | 18  | 9  | 6 | 3  | 047:160 | 2,94  | 24     |
| 2.                                                           | SK Rapid Wien (M)     | 18  | 9  | 6 | 3  | 046:230 | 2,00  | 24     |
| 3.                                                           | Wiener Association FC | 18  | 10 | 2 | 6  | 052:410 | 1,27  | 22     |
| 4.                                                           | SpC Rudolfshügel      | 18  | 9  | 4 | 5  | 045:310 | 1,45  | 22     |
| 5.                                                           | Wiener AC             | 18  | 5  | 8 | 5  | 033:240 | 1,38  | 18     |
| 6.                                                           | SC Wacker Wien        | 18  | 7  | 3 | 8  | 026:350 | 0,74  | 17     |
| 7.                                                           | Wiener Sport-Club     | 18  | 6  | 3 | 9  | 035:500 | 0,70  | 15     |
| 8.                                                           | Wiener Amateur SV     | 18  | 4  | 7 | 7  | 023:330 | 0,70  | 15     |
| 9.                                                           | 1. Simmeringer SC EK1 | 18  | 6  | 2 | 10 | 030:470 | 0,64  | 14     |
| 10.                                                          | ASV Hertha Wien       | 18  | 1  | 7 | 10 | 024:610 | 0,39  | 09     |
| Stand: Endstand. Quelle: Austria Soccer, Rapid-Archiv, RSSSF |                       |     |    |   |    |         |       |        |

| (M) | Österreichischer Meister 1916/17 |
| (C) | kein Wiener Cup 1917 ausgetragen |

Aufsteiger
- Zweite Klasse A: keiner, da Erster Weltkrieg

#### Spiele im Detail
| Durchgang im Sommer/Herbst | Durchgang im Sommer/Herbst                | Durchgang im Sommer/Herbst |
| Datum                      | Spielpaarung                              | Ergeb.                     |
| August 1917                | August 1917                               | August 1917                |
| -------------------------- | ----------------------------------------- | -------------------------- |
| 12. August 1917            | Wiener Association FC – 1. Simmeringer SC | 3:2                        |
| 19. August 1917            | 1. Simmeringer SC – ASV Hertha Wien       | 5:1                        |
| 19. August 1917            | SpC Rudolfshügel – Floridsdorfer AC       | 2:1                        |
| 19. August 1917            | Wiener Amateur SV – SC Wacker Wien        | 1:2                        |
| 19. August 1917            | Wiener Sport-Club – Wiener AC             | 0:4                        |
| 26. August 1917            | Floridsdorfer AC – SK Rapid Wien          | 1:1                        |
| 26. August 1917            | SC Wacker Wien – SpC Rudolfshügel         | 1:0                        |
| 26. August 1917            | Wiener AC – 1. Simmeringer SC             | 0:1                        |
| September 1917             |                                           |                            |
| 2. September 1917          | SK Rapid Wien – SC Wacker Wien            | 3:1                        |
| 2. September 1917          | SpC Rudolfshügel – Wiener Association FC  | 2:2                        |
| 2. September 1917          | Wiener AC – ASV Hertha Wien               | 6:0                        |
| 2. September 1917          | Wiener Amateur SV – Floridsdorfer AC      | 0:6                        |
| 2. September 1917          | Wiener Sport-Club – 1. Simmeringer SC     | 4:3                        |
| 8. September 1917          | Wiener Association FC – Wiener Amateur SV | 3:0                        |
| 8. September 1917          | 1. Simmeringer SC – SK Rapid Wien         | 2:3                        |
| 23. September 1917         | Floridsdorfer AC – ASV Hertha Wien        | 5:0                        |
| 23. September 1917         | SpC Rudolfshügel – SK Rapid Wien          | 3:2                        |
| 23. September 1917         | Wiener Amateur SV – Wiener Sport-Club     | 3:4                        |
| 23. September 1917         | Wiener Association FC – Wiener AC         | 3:0                        |
| 30. September 1917         | Floridsdorfer AC – Wiener Sport-Club      | 4:0                        |
| 30. September 1917         | ASV Hertha Wien – SpC Rudolfshügel        | 1:4                        |
| 30. September 1917         | SC Wacker Wien – Wiener Association FC    | 1:1                        |
| 30. September 1917         | Wiener AC – Wiener Amateur SV             | 1:1                        |
| Oktober 1917               |                                           |                            |
| 7. Oktober 1917            | ASV Hertha Wien – Wiener Sport-Club       | 4:2                        |
| 14. Oktober 1917           | SK Rapid Wien – Wiener AC                 | 3:3                        |
| 14. Oktober 1917           | SpC Rudolfshügel – 1. Simmeringer SC      | 5:1                        |
| 14. Oktober 1917           | Wiener Amateur SV – ASV Hertha Wien       | 2:2                        |
| 14. Oktober 1917           | Wiener Association FC – Floridsdorfer AC  | 1:3                        |
| 21. Oktober 1917           | ASV Hertha Wien – SK Rapid Wien           | 1:1                        |
| 21. Oktober 1917           | SC Wacker Wien – Floridsdorfer AC         | 1:1                        |
| 21. Oktober 1917           | Wiener AC – SpC Rudolfshügel              | 2:1                        |
| 21. Oktober 1917           | Wiener Association FC – Wiener Sport-Club | 4:1                        |
| 28. Oktober 1917           | SK Rapid Wien – Wiener Association FC     | 2:1                        |
| 28. Oktober 1917           | Wiener Sport-Club – SC Wacker Wien        | 3:2                        |
| 28. Oktober 1917           | 1. Simmeringer SC – Wiener Amateur SV     | 1:5                        |
| November 1917              |                                           |                            |
| 11. November 1917          | Floridsdorfer AC – 1. Simmeringer SC      | 2:0                        |
| 11. November 1917          | ASV Hertha Wien – Wiener Association FC   | 1:5                        |
| 11. November 1917          | Wiener AC – SC Wacker Wien                | 1:2                        |
| 11. November 1917          | Wiener Amateur SV – SK Rapid Wien         | 1:0                        |
| 11. November 1917          | Wiener Sport-Club – SpC Rudolfshügel      | 6:1                        |
| 18. November 1917          | Floridsdorfer AC – Wiener AC              | 0:0                        |
| 18. November 1917          | SK Rapid Wien – Wiener Sport-Club         | 1:1                        |
| 18. November 1917          | SpC Rudolfshügel – Wiener Amateur SV      | 1:1                        |
| 18. November 1917          | SC Wacker Wien – ASV Hertha Wien          | 5:1                        |
| 25. November 1917          | 1. Simmeringer SC – SC Wacker Wien        | 1:0                        |

| Durchgang im Frühjahr | Durchgang im Frühjahr                     | Durchgang im Frühjahr |
| Datum                 | Spielpaarung                              | Ergeb.                |
| März 1918             | März 1918                                 | März 1918             |
| --------------------- | ----------------------------------------- | --------------------- |
| 3. März 1918          | 1. Simmeringer SC – Wiener Association FC | 2:1                   |
| 3. März 1918          | ASV Hertha Wien – Wiener Amateur SV       | 2:2                   |
| 3. März 1918          | SpC Rudolfshügel – SC Wacker Wien         | 3:0                   |
| 3. März 1918          | Wiener AC – SK Rapid Wien                 | 0:0                   |
| 3. März 1918          | Wiener Sport-Club – Floridsdorfer AC      | 1:5                   |
| 10. März 1918         | Floridsdorfer AC – SC Wacker Wien         | 4:1                   |
| 10. März 1918         | ASV Hertha Wien – 1. Simmeringer SC       | 1:1                   |
| 10. März 1918         | SK Rapid Wien – SpC Rudolfshügel          | 2:4                   |
| 10. März 1918         | Wiener Amateur SV – Wiener AC             | 1:1                   |
| 10. März 1918         | Wiener Sport-Club – Wiener Association FC | 5:4                   |
| 17. März 1918         | 1. Simmeringer SC – SpC Rudolfshügel      | 3:0                   |
| 17. März 1918         | Floridsdorfer AC – Wiener Association FC  | 6:1                   |
| 17. März 1918         | SK Rapid Wien – ASV Hertha Wien           | 5:2                   |
| 17. März 1918         | SC Wacker Wien – Wiener Amateur SV        | 1:0                   |
| 17. März 1918         | Wiener AC – Wiener Sport-Club             | 1:3                   |
| 24. März 1918         | 1. Simmeringer SC – Wiener Sport-Club     | 3:3                   |
| 24. März 1918         | ASV Hertha Wien – Wiener AC               | 0:0                   |
| 24. März 1918         | SK Rapid Wien – Floridsdorfer AC          | 2:0                   |
| 24. März 1918         | Wiener Association FC – SC Wacker Wien    | 7:2                   |
| April 1918            |                                           |                       |
| 7. April 1918         | Floridsdorfer AC – Wiener Amateur SV      | 0:0                   |
| 7. April 1918         | SpC Rudolfshügel – Wiener AC              | 2:2                   |
| 7. April 1918         | SC Wacker Wien – 1. Simmeringer SC        | 0:4                   |
| 7. April 1918         | Wiener Association FC – SK Rapid Wien     | 0:7                   |
| 7. April 1918         | Wiener Sport-Club – ASV Hertha Wien       | 2:2                   |
| 21. April 1918        | Floridsdorfer AC – SpC Rudolfshügel       | 1:3                   |
| 21. April 1918        | ASV Hertha Wien – SC Wacker Wien          | 1:2                   |
| 21. April 1918        | Wiener AC – Wiener Association FC         | 2:4                   |
| 21. April 1918        | Wiener Amateur SV – 1. Simmeringer SC     | 2:0                   |
| 21. April 1918        | Wiener Sport-Club – SK Rapid Wien         | 0:1                   |
| Mai 1918              |                                           |                       |
| 5. Mai 1918           | Wiener Amateur SV – SpC Rudolfshügel      | 0:0                   |
| 12. Mai 1918          | SK Rapid Wien – 1. Simmeringer SC         | 6:1                   |
| 12. Mai 1918          | SpC Rudolfshügel – ASV Hertha Wien        | 7:2                   |
| 12. Mai 1918          | SC Wacker Wien – Wiener Sport-Club        | 2:0                   |
| 12. Mai 1918          | Wiener AC – Floridsdorfer AC              | 1:1                   |
| 12. Mai 1918          | Wiener Amateur SV – Wiener Association FC | 1:3                   |
| Juni 1918             |                                           |                       |
| 9. Juni 1918          | 1. Simmeringer SC – Wiener AC             | 0:6                   |
| 9. Juni 1918          | ASV Hertha Wien – Floridsdorfer AC        | 2:2                   |
| 9. Juni 1918          | SC Wacker Wien – SK Rapid Wien            | 1:1                   |
| 9. Juni 1918          | Wiener Association FC – SpC Rudolfshügel  | 4:3                   |
| 9. Juni 1918          | Wiener Sport-Club – Wiener Amateur SV     | 0:2                   |
| 23. Juni 1918         | 1. Simmeringer SC – Floridsdorfer AC      | 0:5                   |
| 23. Juni 1918         | SK Rapid Wien – Wiener Amateur SV         | 6:1                   |
| 23. Juni 1918         | SpC Rudolfshügel – Wiener Sport-Club      | 4:0                   |
| 23. Juni 1918         | SC Wacker Wien – Wiener AC                | 2:3                   |
| 23. Juni 1918         | Wiener Association FC – ASV Hertha Wien   | 5:1                   |

#### Torschützenliste
| Pl.                    | Tore    | Spieler          | Verein                |
| ---------------------- | ------- | ---------------- | --------------------- |
| 1.                     | 20 Tore | Eduard Bauer     | SK Rapid Wien         |
| 2.                     | 14 Tore | Otto Necas       | SpC Rudolfshügel      |
|                        |         | Henry Pak        | Wiener Association FC |
| 4.                     | 12 Tore | Karl Heinlein    | Wiener AC             |
|                        |         | Leopold Neubauer | Wiener Association FC |
| Quelle: Austria Soccer |         |                  |                       |

siehe auch Liste der besten Torschützen Österreichs

#### Die Meistermannschaft
| Floridsdorfer AC |
| - Tor: Gustav Kraupar; - Backs: Karl Lux, Josef Deutsch - Läufer: Gustav Deutsch, Karl Jiszda - Sturm: Lorenz Hagen, Johann Kraus, Franz Biegler, Ferdinand Humenberger, Viktor Hierländer, Putzl Janik, Franz Amon - Trainer: ?? |
| Quelle: Austria Soccer |

### Zweite Klasse A (NFV)

#### Allgemeines
In der wieder eingleisig geführten Zweiten Klasse A spielten 10 Vereine um den Meistertitel, der jedoch in dieser Saison nicht zum Aufstieg in die 1. Klasse berechtigte. Meister und damit bereits zum zweiten Mal in Folge Leidtragender des sistierten Aufstieges wurde der SC Donaustadt. SC Red Star Wien trat während der Kriegsjahre unter dem Vereinsnamen SC Rot-Stern Wien an. Aus der zweiten Klasse absteigen mussten in dieser Saison der Jedlersdorfer SC, SC Bewegung X und der Ottakringer SC. Genaue Ergebnisse aus dieser Saison sowie die Platzierungen ab Rang vier sind nicht mehr bekannt.

#### Abschlusstabelle
| Pl.                                            | Verein                      | Sp. | S  | U | N  | Tore    | Quote | Punkte |
| ---------------------------------------------- | --------------------------- | --- | -- | - | -- | ------- | ----- | ------ |
| 1.                                             | SC Donaustadt               | 18  | 13 | 1 | 4  | 072:350 | 2,06  | 27     |
| 2.                                             | SC Rot Stern Wien           | 18  | 13 | 0 | 5  | 053:240 | 2,21  | 26     |
| 3.                                             | First Vienna FC 1894        | 18  | 12 | 0 | 6  | 073:390 | 1,87  | 24     |
| 4.                                             | SK Slovan Wien              | 18  | 10 | 3 | 5  | 054:310 | 1,74  | 23     |
| 5.                                             | SK Admira Wien              | 18  | 9  | 3 | 6  | 050:420 | 1,19  | 21     |
| 6.                                             | Nußdorfer AC                | 18  | 9  | 1 | 8  | 044:450 | 0,98  | 19     |
| 7.                                             | SC Hakoah Wien              | 18  | 8  | 3 | 7  | 039:340 | 1,15  | 19     |
| 8.                                             | Jedlersdorfer SC            | 18  | 4  | 2 | 12 | 031:610 | 0,51  | 10     |
| 9.                                             | Ottakringer SC              | 18  | 3  | 1 | 14 | 024:600 | 0,40  | 07     |
| 10.                                            | Wiener Bewegungsspieler (N) | 18  | 1  | 2 | 15 | 014:830 | 0,17  | 04     |
| Stand: Endstand. Quelle: Austria Soccer, RSSSF |                             |     |    |   |    |         |       |        |

| (N) | Neuaufsteiger der Saison 1916/17 |

Aufsteiger
- Zweite Klasse B: SC Ober St. Veit, Favoritner FK Sturm Auf1

### Meisterschaft des DAFV
Eine Meisterschaft des Deutsch-Alpenländischen Fußballverbandes (DAFV) wurde wegen des Ersten Weltkrieges in dieser Saison keine ausgetragen.

## Situation in den Kronländern

### Böhmen
Der Deutsche Fußball-Verband für Böhmen organisierte keine Meisterschaft. Es wurde eine Tschechoslowakische Fußballmeisterschaft 1918 in Böhmen, vor allem in Prag, ausgetragen, die vom Český svaz footballový (ČSF) organisiert wurde.

### Mähren-Schlesien
Der Deutsche Fußball-Verband für Mähren und Schlesien trug in dieser Saison keine Meisterschaft aus.

### Polen
Der Deutsche Fußball-Verband für Polen trug in dieser Saison keine Meisterschaft aus.